# La Marolle-en-Sologne

La Marolle-en-Sologne este o comună în departamentul Loir-et-Cher, Franța. În 1 ianuarie 2022 avea o populație de 365 de locuitori.